# Pterygium
Pterygium, Vinghinna, är ett vinglikt triangulärt biologiskt membran som kan uppstå i nacke, ögon, knän eller armbågar.
Termen kommer från det grekiska ordet pterygion som betyder "vinge".